# Kratos (postać fikcyjna)
Kratos – główny bohater serii God of War, spartański wojownik, który mści się za śmierć swoich bliskich.
Podczas gali „Spike Video Game Awards” w 2010 roku Kratos został nominowany do nagrody „Character of the Year” i otrzymał nagrodę „Biggest Badass”. Został uwzględniony w konkursie serwisu branżowego GameSpot „All Time Greatest Video Game Hero” i dotarł do rundy „Elite Eight”, gdzie przegrał z Mario. W książce Guinness World Records Gamer's Edition z 2011 roku, postać zajęła dziewiąte miejsce na liście najpopularniejszych bohaterów z gier wideo. W 2011 roku magazyn „Empire” umieścił ją na 15. miejscu w rankingu najlepszych postaci z gier wideo. W 2012 roku redakcja serwisu GamesRadar+ umieściła Kratosa na 18. miejscu listy stu najlepszych postaci z gier wideo. Bohater został opisany jako „jeden z najpopularniejszych przedstawicieli PlayStation” i „najbardziej pamiętny, wpływowy bydlak”. W 2010 roku Prakash Mehta z serwisu Game Guru napisał, że „praktycznie każdy, nawet jeśli nie grał w żadną z gier z serii God of War, wie kim jest Kratos”.